# Ann Magnuson
Ann Magnuson (* 4. ledna 1956, Charleston, Západní Virginie, USA) je americká herečka a zpěvačka. Na přelomu sedmdesátých a osmdesátých let působila v New Yorku jako diskžokej. Později působila v několika hudebních skupinách a v roce 1985 spoluzaložila skupinu Bongwater, která se rozpadla sedm let poté. V roce 1995 vydala své první sólové album The Luv Show; druhé Pretty Songs & Ugly Stories následovalo v roce 2006.
Svou první roli ve filmu Vortex dostala v roce 1982; později hrála v mnoha dalších filmech, mezi které patří Láska na druhý dotek (1997), I Woke Up Early the Day I Died (1998) nebo Úkryt (2002). Mezi lety 1989 a 1992 působila v seriálu Anything but Love, později hostovala v různých seriálech (např. Frasier, Kriminálka Miami, Valentine, The Man in the High Castle, Titans či Star Trek: Picard).